# Ta-Ha
Ta-Ha è la ventesima Sura del Corano, una sura meccana composta da 135 versetti. Il nome "Ta-Ha" deriva dalle lettere arabe che aprono la sura, e il significato di queste lettere è noto solo ad Allah. La sura è principalmente dedicata alla storia del profeta Mosè (Musa) e contiene messaggi di conforto per il profeta Muhammad e di esortazione alla fede e all'obbedienza a Allah.

## Contenuto

### Introduzione e Rivelazione del Corano
Versetti 1-8: La sura inizia con le misteriose lettere "Ta-Ha" e afferma che il Corano non è stato rivelato per causare difficoltà, ma come un richiamo e una guida per coloro che temono Allah. Viene esaltata la gloria di Allah, il Creatore dei cieli e della terra.

### Storia di Mosè
Versetti 9-98: Gran parte della sura è dedicata alla narrazione dettagliata della vita di Mosè. Questa sezione può essere suddivisa in diversi episodi:

### La Rivelazione e la Missione di Mosè
Mosè riceve la sua missione divina quando vede un fuoco sul Monte Sinai. Qui, Allah gli parla e gli ordina di andare dal Faraone per liberare i figli d'Israele dalla schiavitù. Mosè esprime timore e insicurezza, chiedendo il supporto del suo fratello Aronne (Harun). Allah accetta la sua richiesta e lo rassicura. Mosè e Aronne si presentano al Faraone con i segni miracolosi di Allah, come il bastone che si trasforma in serpente e la mano che diventa bianca. Il Faraone e i suoi maghi inizialmente sfidano Mosè, ma quando i maghi vedono i segni di Allah, si sottomettono e credono. L'Esodo e il Miracolo del Mar Rosso: Mosè guida il suo popolo fuori dall'Egitto. Allah divide il Mar Rosso per permettere agli israeliti di attraversarlo e annega il Faraone e il suo esercito. Il Vitello d'Oro: Mentre Mosè è sul Monte Sinai, il suo popolo, influenzato da Samiri, fabbrica e adora un vitello d'oro. Mosè ritorna e, in collera, distrugge l'idolo e punisce Samiri.

### Messaggi di Conforto e Esortazione
Versetti 99-104: Viene sottolineato che le storie dei profeti sono un ammonimento per l'umanità. Allah è consapevole di tutto ciò che accade e rassicura il profeta Muhammad riguardo alle difficoltà che affronta nella sua missione.

### La Resurrezione e il Giudizio
Versetti 105-112: La sura passa a descrivere il Giorno del Giudizio, quando le montagne saranno ridotte in polvere e tutti gli esseri umani saranno chiamati a rendere conto delle loro azioni. Viene ribadito che coloro che credono e compiono buone azioni non avranno nulla da temere.

### Conclusione e Riflessioni Finali
Versetti 113-135: La sura si conclude con esortazioni a seguire la guida divina del Corano e a non essere distratti dalle false divinità e dalle vanità del mondo. Viene ribadito il ruolo del profeta Muhammad come portatore di buone notizie e ammonimenti.

## Analisi
La Sura Ta-Ha è significativa per la sua narrazione dettagliata della storia di Mosè, che serve come esempio di fede, perseveranza e guida divina. Le lezioni tratte dalle vicende di Mosè e del suo popolo offrono insegnamenti morali e spirituali ai credenti, invitandoli a riflettere sulla loro fede e ad obbedire ai comandi di Allah.
La sura fornisce anche conforto al profeta Muhammad e ai suoi seguaci, incoraggiandoli a perseverare nonostante le difficoltà e le opposizioni. Attraverso le sue storie e i suoi ammonimenti, la Sura Ta-Ha rafforza la fede dei musulmani, invitandoli a riconoscere la sovranità di Allah, a seguire la guida del Corano e a prepararsi per il Giorno del Giudizio con buone azioni e devozione sincera.